# Blanca de Julio
Blanca de Julio es el nombre de una variedad cultivar de manzano (Malus domestica). Esta manzana es originaria de Galicia, está cultivada en la colección de árboles frutales y banco de germoplasma de Mabegondo con el N.º 20; ejemplares procedentes de esquejes localizados en San Cosme de Nogueirosa, parroquia del municipio de Pontedeume (La Coruña).

## Sinónimos
- "Manzana Blanca de Julio",[4][5]
- "Maceira Blanca de Julio".

## Características
El manzano de la variedad 'Blanca de Julio' tiene un vigor vigoroso. Tamaño grande y porte erguido.
Época de inicio de brotación a partir del 2 de abril y de floración a partir de 27 de abril.
Las hojas tienen una longitud del limbo de tamaño media, con la máxima anchura del limbo media. Longitud de las estípulas es corta y la máxima anchura de las estípulas es desconocida. Denticulación del borde del limbo es crenado, con la forma del ápice del limbo cuspidado y la forma de la base del limbo es obtuso. Con subestípulas ausentes.
Sus flores tienen una longitud de los pétalos larga, anchura de los pétalos es media, disposición de los pétalos en contacto entre sí, con una longitud del pedúnculo media.
La variedad de manzana 'Blanca de Julio' tiene un fruto de tamaño desconocido, de forma desconocido, de color desconocido, con chapa desconocido, y de intensidad desconocido. Epidermis de textura desconocido. Sensibilidad al "russeting" (pardeamiento áspero superficial que presentan algunas variedades)  desconocido. Con lenticelas de tamaño desconocido.
Los sépalos están dispuestos de forma desconocido; su fosa calicina desconocido. Pedúnculo de grosor desconocido y de longitud desconocido, siendo la cavidad peduncular de una profundidad desconocido y de anchura desconocido. Con pulpa de color desconocido, de firmeza es desconocido y textura desconocido; su jugosidad es desconocido con sabor desconocido.
Época de maduración y recolección es desconocido. 'Blanca de Julio' es una manzana que su destino es la conservación de esta variedad en el banco de germoplasma de Mabegondo como reserva genética.

## Susceptibilidades
- Oidio: ataque medio
- Moteado: no presenta
- Raíces aéreas: no presenta
- Momificado: ataque débil
- Pulgón lanígero: no presenta
- Pulgón verde: no presenta
- Araña roja: no presenta
- Chancro del manzano: no presenta[3]